# Právní čekatel
Právní čekatel je právník, který se podílí na provádění úkonů státního zastupitelství, u kterého vykonává svou praxi a tím se připravuje na vykonání závěrečné zkoušky, aby se mohl stát státním zástupcem.
Původně byl ovšem právním čekatelem i ten, kdo chtěl vykonávat funkci soudce (auskultant) a také kandidáti advokacie nebo notářství.

## Výběrové řízení
Právním čekatelem se může stát jen ten, kdo splňuje tyto předpoklady:
- státní občanství České republiky,
- plná svéprávnost,
- bezúhonnost a
- české vysokoškolské magisterské vzdělání v oblasti práva.

Výběrové řízení vyhlašuje krajský státní zástupce po projednání s ministerstvem spravedlnosti podle očekávané potřeby obsazení tabulkově volných míst a zahrnuje posouzení přihlášky, písemný test, pohovor před komisí příslušného krajského státního zastupitelství a psychologicko-diagnostické vyšetření. Přihláška se podává ke krajskému státnímu zastupitelství, v jehož obvodu chce uchazeč praxi právního čekatele vykonávat.
Písemným testem se ověřují základní odborné znalosti uchazeče, v případě úspěchu následuje ústní pohovor, kde se celkově zhodnotí předpoklady pro výkon praxe a jeho zájem o to okresní státní zastupitelství, u kterého by chtěl později jako státní zástupce působit. Pokud komise navrhne uchazeče k přijetí, teprve poté následuje psychologicko-diagnostické vyšetření, které provádějí ministerstvem spravedlnosti vybraná odborná psychologická pracoviště a které má za cíl posoudit vlastnosti a další osobnostní předpoklady uchazeče pro výkon funkce státního zástupce. Podle jeho výstupu a podle závěrů přijímací komise pak krajský státní zástupce definitivně rozhodne o přijetí či nepřijetí uchazeče. Jeho rozhodnutí je konečné a nelze proti němu podat opravný prostředek.

## Praxe
Čekatelská praxe trvá tři roky a je za ni uznávána i praxe asistenta státního zástupce nebo jiná zákonem upravená právní praxe (advokáta, advokátního koncipienta, soudce, asistenta soudce, asistenta Veřejného ochránce práv, justičního čekatele). 
Účelem praxe, která je vykonávána v pracovním poměru u krajského státního zastupitelství, je čekatele odborně připravit pro výkon funkce státního zástupce. Právní čekatel skládá při nástupu do práce do rukou krajského státního zástupce tento slib: „Slibuji, že se budu řídit právním řádem České republiky, svědomitě se připravovat na výkon funkce státního zástupce a že si osvojím zásady etiky výkonu funkce státního zástupce.“
Praxe se řídí plánem přípravné služby, který stanoví konkrétní program přípravy právního čekatele k závěrečné zkoušce a je konkrétně vykonávána jak u okresního státního zastupitelství, tak i u krajského, případně u dalších justičních složek. Během praxe má právní čekatel povinnost řídit se pokyny vedoucího státního zástupce a určeného školitele, plnit jimi uložené úkoly, účastnit se výchovně vzdělávacích akcí a doplňovat si samostudiem své odborné znalosti. Součástí praxe jsou nejdříve Justiční akademií zajišťované adaptační kurzy, které seznámí právního čekatele s jejím vlastním průběhem, a poté v jejím průběhu i semináře, přednášky, soustředění a cvičení, organizované jak Justiční akademií, tak samotnými státními zastupitelstvími. Nejdůležitějším odborným a pedagogickým článkem praxe právního čekatele je školitel, což je zkušený státní zástupce, jmenovaný za tímto účelem vedoucím státním zástupcem, který by měl právního čekatele nejen odborně vést, ale vštěpovat mu i zásady profesní etiky. Přípravnou službu pak celkově koordinuje poradní sbor, jako poradní orgán krajského státního zástupce složený ze státních zástupců působících v obvodu tohoto krajského státního zastupitelství. Ten také případně doporučuje studijní pobyty v zahraničí, ale především pravidelně vypracovává návrh hodnocení právního čekatele. Po skončení praxe pak vypracuje návrh jeho závěrečného hodnocení, který se přikládá k žádosti o povolení vykonat závěrečnou zkoušku.
Během praxe je právní čekatel oprávněn provádět jednoduché úkony státního zástupce, může být i pověřen zastupováním u okresního soudu. Kromě toho vyřizuje dožádání v jednoduchých věcech, doručuje písemnosti osobám ve vazbě nebo ve výkonu trestu odnětí svobody, sepisuje protokol o podaném vysvětlení a protokol o podání trestního oznámení, rozhoduje o vrácení a vydání věci důležité pro trestní řízení, o výši odměny a náhradě hotových výdajů obhájce a ustanoveného zmocněnce, o svědečném, znalečném a tlumočném, připravuje podklady pro rozhodnutí o podmíněném zastavení trestního stíhání nebo narovnaní, pro rozhodnutí o osvědčení obviněného ve zkušební době a pro rozhodnutí o podmíněném odložení podání návrhu na potrestání a o osvědčení podezřelého ve zkušební době, může se účastnit při návštěvách obviněných ve vazbě a kontroluje korespondenci obviněných a zajišťuje další podklady pro výkon činností státního zástupce.

## Činnost po složení závěrečné zkoušky
Pokud byl právní čekatel jmenován státním zástupcem, pracovní poměr mu tím skončí. V opačném případě mu může být pracovní poměr změněn na dobu neurčitou, tím právním čekatelem nadále zůstává a následně vykonává úkony, které činil během své přípravné praxe, a to do doby, než případně jmenován bude.